# Jezioro Panieńskie (dolnośląskie)
Jezioro Panieńskie (niem. Alte Oder) – niewielkie jezioro w starorzeczu Oławy, na południowy wschód od Wrocławia, pomiędzy wsią Czernica i miastem Siechnice. Jezioro, w kształcie litery "S", ma szerokość około 50 m i długość niespełna 2 km. W pobliżu (na południe) znajduje się przystanek kolejowy Zakrzów Kotowice, a dalej - za linią kolejową nr 277 z Wrocławia do Jelcza – nieco mniejsze Jezioro Dziewicze.
Północno-wschodni skraj jeziora przecięty jest sześcioprzęsłowym mostem kolejowym.
Z jeziorem Panieńskim związana jest legenda, według której powstało ono w wyniku interwencji niebios, które uderzyły gromem w dom mieszkającego w lesie pod Kotowicami starca, zabraniającemu trzem jego córkom wychodzić z domu i spotykać się z przyjaciółmi we wsi. Miała być to kara dla niego za to, że w czasie sprzeczki z córkami rzucił się na nie z nożem zabijając je wszystkie. Według tego podania dusze młodych dziewcząt czyhają na przechodzących w pobliżu jeziora, natomiast ulgę pokutującym tam duszom może przynieść tylko śmiałek, który zdolny będzie dostać się na rosnącą pośrodku jeziora kępę trzcin i wyrwać je wszystkie wraz z korzeniami.